# Wilton (New York)
Wilton è una town degli Stati Uniti d'America, situata nella contea di Saratoga dello stato di New York.
A Wilton è deceduto il 18º Presidente degli Stati Uniti d'America e generale Ulysses S. Grant.